# Dragoman (Bulgaria)
Dragoman (en búlgaro: Драгоман) es una ciudad de Bulgaria en la provincia de Sofía.

## Geografía
Se encuentra a una altitud de 724 m s. n. m. a 46 km de la capital nacional, Sofía.

## Demografía
Según estimación 2012 contaba con una población de 2 762 habitantes.
|         | 2004  | 2005  | 2006  | 2007  | 2008  | 2009  | 2010  | 2011  |
| Mujeres | 1 766 | 1 756 | 1 736 | 1 717 | 1 729 | 1 695 | 1 685 | 1 706 |
| Varones | 1 798 | 1 766 | 1 744 | 1 718 | 1 696 | 1 680 | 1 647 | 1 665 |
| Total   | 3 564 | 3 522 | 3 480 | 3 435 | 3 425 | 3 375 | 3 332 | 3371  |